# Studentski pravobranitelj

Studentski pravobranitelj je dužnost koja postoji na nekim sveučilištima i visokim učilištima sa svrhom pružanja savjeta studentima o njihovim pravima tijekom studiranja, kao i o načinu njihova ostvarivanja. 
U Hrvatskoj je institucija studentskog pravobranitelja uvedena Zakonom o studentskom zboru i drugim studentskim organizacijama. Studentski pravobranitelj je student koji, po dužnosti, brine o razvoju i provedbi studentskih prava i studentskog standarda te ukazuje na trenutne i moguće probleme. Svako visoko učilište ima studentskog pravobranitelja kojeg imenuje studentski zbor na vrijeme od jedne godine. Studentski pravobranitelj prima pritužbe studenata koje se odnose na njihova prava i raspravlja o njima s nadležnim tijelima visokog učilišta, savjetuje studente o načinu ostvarivanja njihovih prava, može sudjelovati u stegovnim postupcima protiv studenata radi zaštite njihovih prava, obavlja druge poslove utvrđene općim aktom visokog učilišta.